# Малый Вязовок (Лубенский район)
Малый Вязовок (укр. Малий В'язівок) — село,
Высшебулатецкий сельский совет,
Лубенский район,
Полтавская область,
Украина.
Код КОАТУУ — 5322881403. Население по переписи 2001 года составляло 153 человека.

## Географическое положение
Село Малый Вязовок находится в 5-и км от левого берега реки Слепород.
По селу протекает пересыхающий ручей ниже по течению которого на расстоянии в 4 км расположено село Вязовок.
Через село проходит автомобильная дорога Т-1713.